# Gustaf Segerström
Rolf Gustaf Segerström, född 16 april 1982 i Uppsala, är en svensk fotbollsspelare.

## Klubbkarriär
Segerström spelade i Uppsalaklubben IK Sirius mellan 2000 och 2009. 2007 spelade han med nummer 100 för att fira klubbens hundraårsfirande. Efter säsongen 2009, då Sirius slutade på en 15:e plats och därmed degraderades till division 1 meddelade Gustaf Segerström att han lämnar klubben. Han spelade som barn i UNIK.
Han spelade under 2010-2011 för Assyriska FF innan han återvände till IK Sirius. Han lämnade Sirius efter säsongen 2011.
Mellan 2016 och 2017 spelade Segerström för Botkyrkaklubben Grödinge SK.
Gustaf Segerström deltog som "dubbelgångare" till Zlatan Ibrahimović i en reklamfilm för Volvo.